# El Tarajal (playa)
El Tarajal es una playa rocosa de sustrato arenoso y pedregoso, situada en la ciudad autónoma de Ceuta, España. Se encuentra al lado de la aduana llamada también El Tarajal, que separa España de Marruecos. 
El 6 de febrero de 2014, 15 inmigrantes fallecieron ahogados mientras trataban de bordear a nado el dique fronterizo, ante los intentos del operativo de la Guardia Civil por disuadirlos. Debido a la existencia de hoyos en el suelo marino y que los afectados no sabían nadar no se pudo hacer nada para salvar sus vidas. Este suceso fue conocido como la tragedia del Tarajal.
Igualmente en 2021 tuvo lugar el mayor asalto fronterizo de inmigrantes en esta playa. Aproximadamente 8000 migrantes —de los cuales 1500 correspondían a menores de edad— cruzaron la frontera de la ciudad autónoma por los espigones de las playas de Benzú (en el norte) y El Tarajal (en el sur). El gobierno español respondió movilizando fuerzas de seguridad a la zona e implementando un mecanismo de devolución en caliente. El incidente se saldó con 2 fallecidos en la playa.